# Serge Rouvière
Pour les articles homonymes, voir Rouvière.
Serge Rouvière est un joueur de pétanque français. 

## Clubs
- ?-? : Boule Provençale Arles (Bouches-du-Rhône)
- ?-? : Boule Cheminote Arles (Bouches-du-Rhône)
- ?-? : Boule Septémoise (Bouches-du-Rhône)

## Palmarès[1]

### Jeunes

#### Championnats de France
Champion de France
- Triplette Cadets 1963 (avec Patrice Deguilhem et Henri Pierre)
- Triplette Juniors 1966 (avec Patrice Deguilhem et Alain Dumas)

### Séniors

#### Championnat du Monde
Champion du Monde
- Triplette 1976 (avec René Lucchesi et Claude Calenzo) :  Équipe de France
- Triplette 1977 (avec René Lucchesi et Claude Calenzo) :  Équipe de France

Troisième
- Triplette 1979 (avec René Lucchesi et Claude Calenzo) :  Équipe de France

#### Championnats de France
Champion de France
- Triplette 1975 (avec René Lucchesi et Claude Calenzo) : Boule Septémoise
- Triplette 1978 (avec René Lucchesi et Claude Calenzo) : Boule Septémoise

#### Mondial La Marseillaise
Vainqueur
- 1980 (avec Jean Kokoyan et René Lucchesi)
- 1981 (avec Jean Kokoyan et René Lucchesi)

Finaliste
- 1977 (avec René Lucchesi et Claude Calenzo)